# Salatiga
Salatiga est une ville d'Indonésie dans la province de Java central, située à 47 km au sud de Semarang, la capitale provinciale, et environ 100 km au nord de la ville royale de Yogyakarta.
Sa population est d'un peu moins de 150 000 habitants.
Salatiga a le statut de kota. Elle est subdivisée en 4 kecamatan (districts) : Argomulyo, Tingkir, Sidomukti et Sidorejo.

## Géographie
Salatiga est enclavée dans le kabupaten de Semarang.
Située au pied des volcans Merbabu (3 142 m) et Telomoyo, entre 450 et 800 mètres d'altitude, la ville jouit d'un climat tropical relativement frais, avec une température maximale en octobre (31,8 °C) et minimale en juillet (23,9 °C). Les précipitations ont une moyenne de 118 mm par jour pour 145 jours de pluie par an.

## Histoire

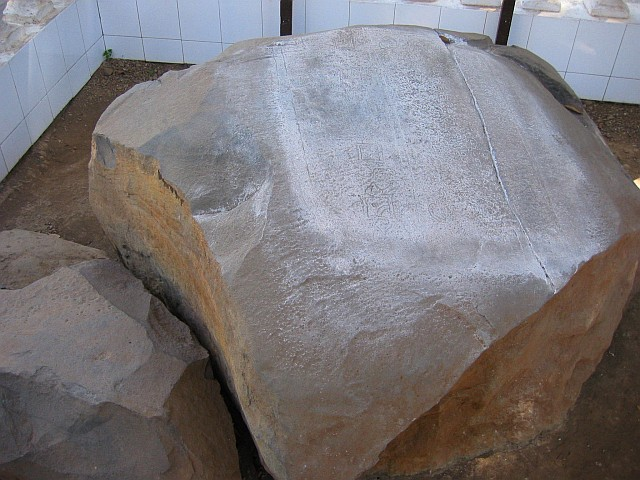
L'inscription de Plumpungan

L'inscription dite "de Plumpungan" (Prasasti Plumpungan) est le plus ancien document connu rédigé en écriture kawi. Datée de 750 apr. J.-C., elle déclare que le roi Bhanu accorde au village de Hampran le statut de "perdikan", c'est-à-dire de village franc exempté d'impôts. D'après l'inscription, les habitants de ce village honorent la déesse Trisala. Le nom se serait ensuite transformé en "Salatri" puis dans sa forme actuelle de "Salatiga" (le tri sanscrit devenant tiga en javanais, les deux mots voulant dire "trois" ).
En 1917 l'administration coloniale des Indes néerlandaises confère au village de Salatiga le statut de staadsgemeente ou "petite ville". Son statut particulier a donc été conservé par l'Indonésie indépendante.

## Arthur Rimbaud

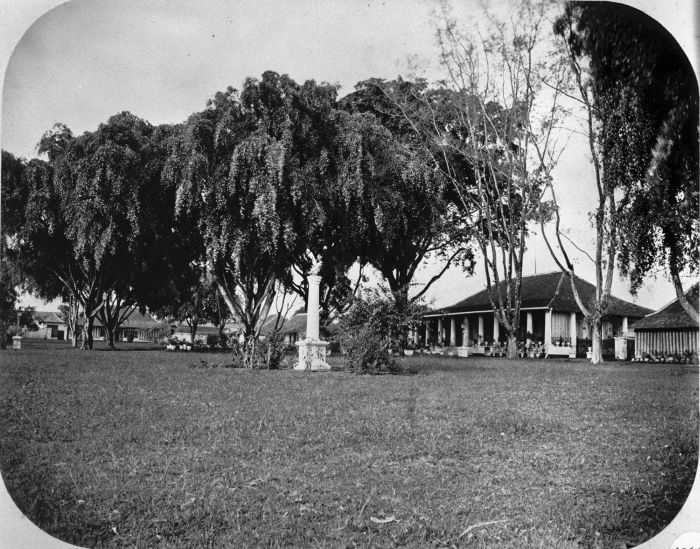
La caserne de Salatiga en 1870

C'est dans la garnison de Salatiga que le poète a été affecté quand il s'est engagé comme mercenaire dans la KNIL, l'armée coloniale des Indes néerlandaises,en 1876.

## Galerie

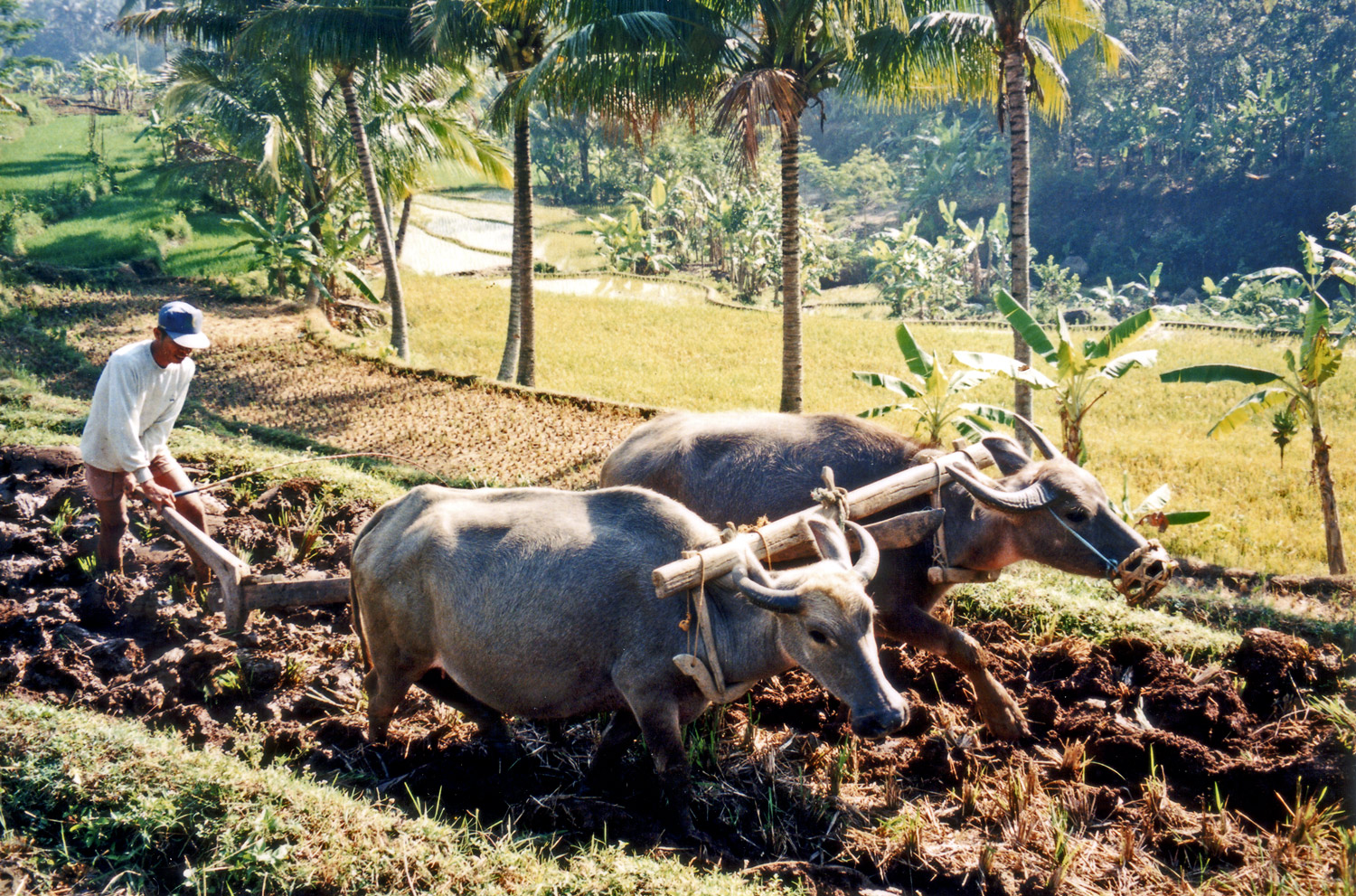
Paysan, buffles et rizières près de Salatiga
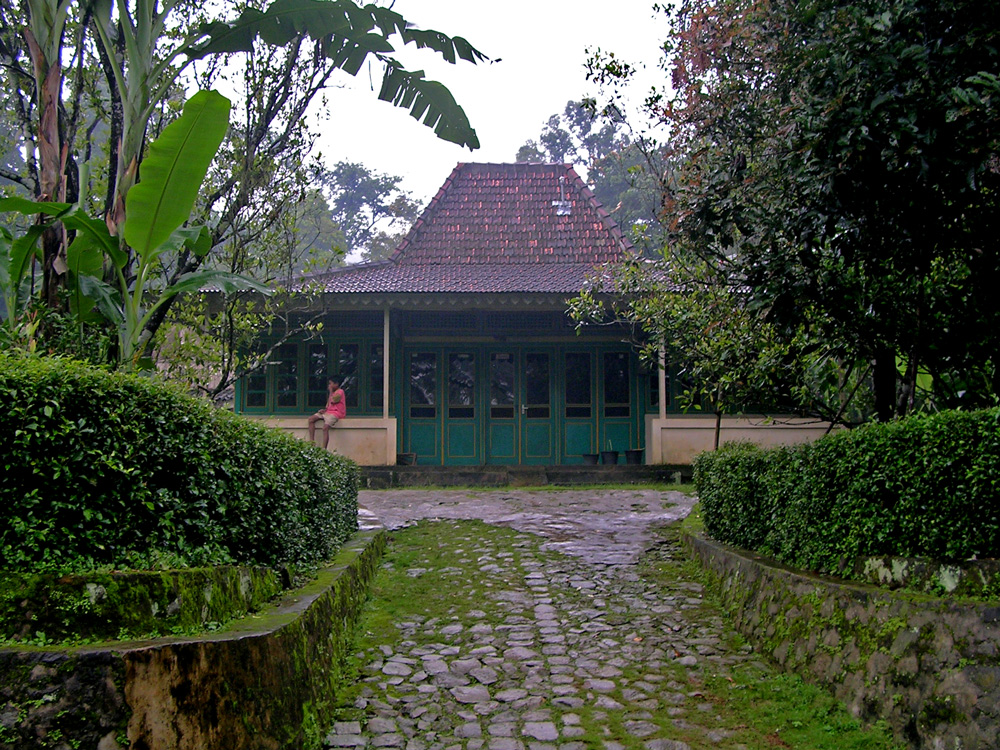
Maison typique javanaise près de Salatiga
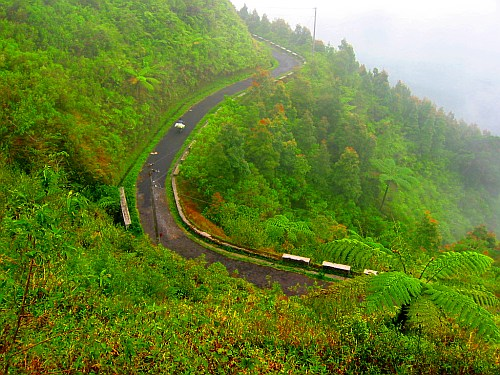
La route menant au volcan Telomoyo
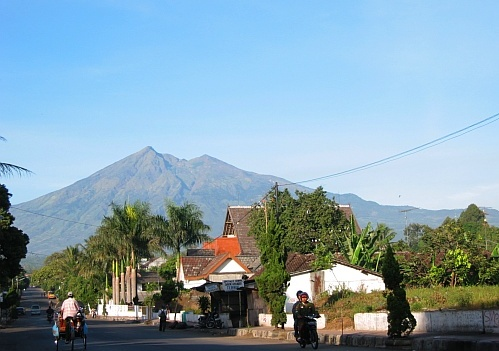
Le Merbabu vu de Salatiga
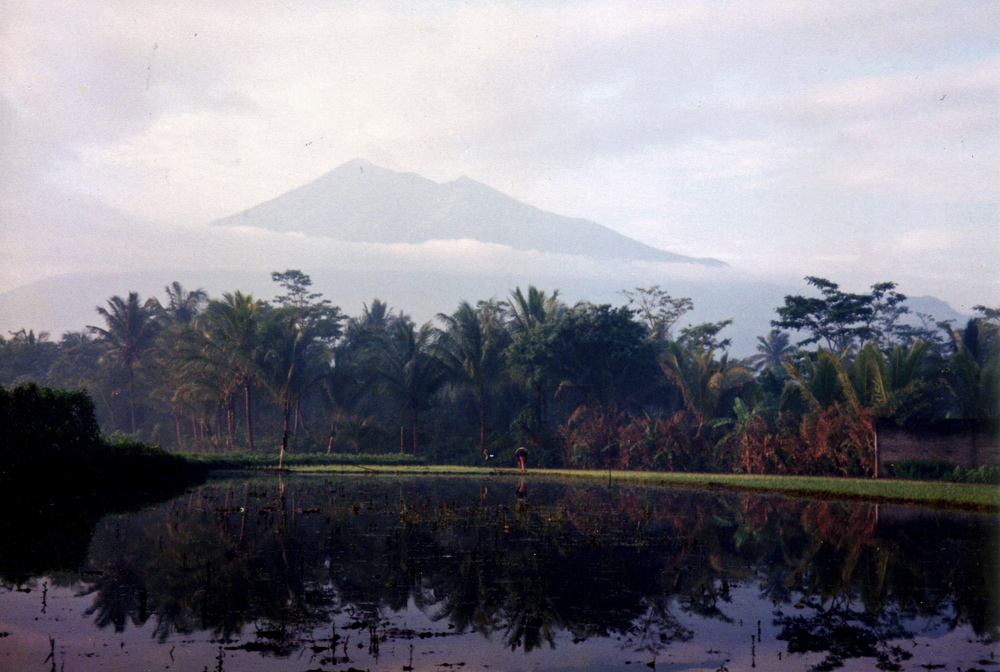
Autre vue du Merbabu
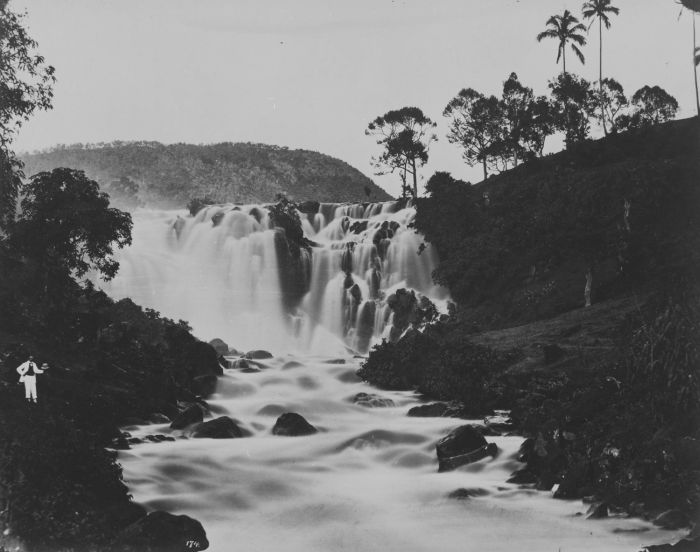
Chute d'eau sur la rivière Tuntang près de Salatiga (photo prise entre 1857 et 1874)
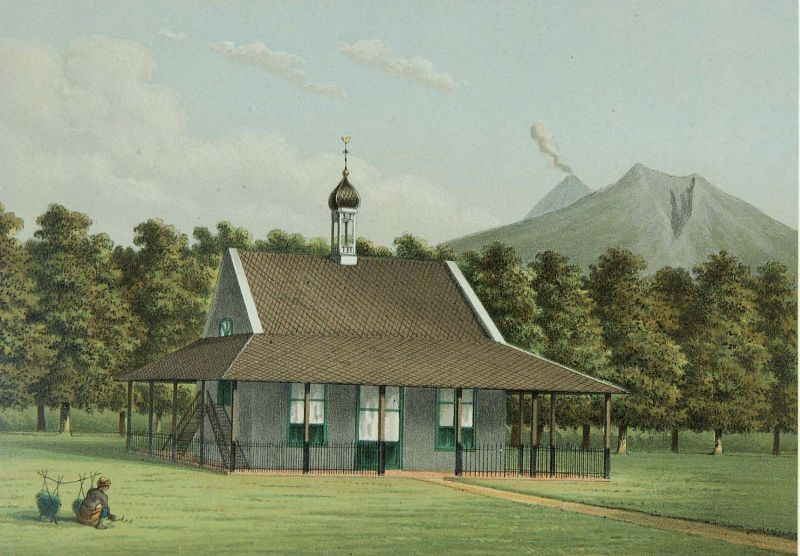
Lithographie d'une aquarelle Josias Cornelis Rappard montrant une église à Salatiga dans les années 1880
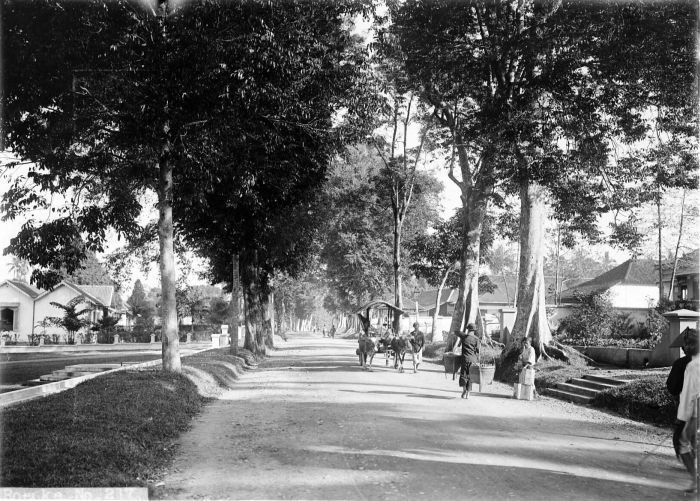
Scène de rue à Salatiga en 1918
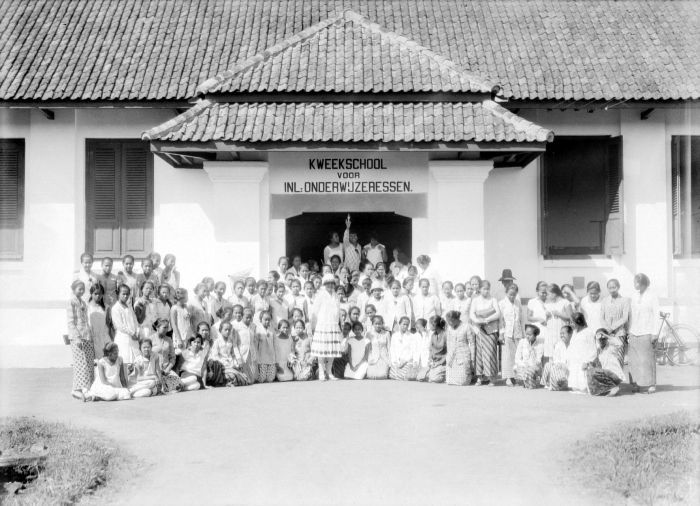
La kweekschool (école normale primaire) de Salatiga pour instituteurs indigènes (1929)